# Víctor Damiani
Víctor Damiani (Montevideo, 23 de desembre de 1893 - Cerro Colorado, 28 de gener de 1962) fou un baríton uruguaià que va viure el seu apogeu artístic entre les dècades del 20 i el 50.
Els seus pares provinents de Savona, Ligúria, es van establir a Montevideo en l'últim quart de segle xix. Als onze anys perd el pare i el germà gran envia Víctor, el més petit dels set germans, a Bèlgica per estudiar al Petit Seminarie de Bonne Sperance, antiga abadia trapenca. Posteriorment va ingressar a la Universitat de Lovaina amb la intenció d'estudiar medicina, però atret pel cant es desplaça a Catalunya per estudiar amb Joaquim Vidal Nunell i després a Buenos Aires amb Tuilio Quercia.
El 1919 debuta al Teatro Coliseo de Buenos Aires amb el paper d'Amonasro a Aida de Verdi, al costat de la soprano Lina Zola i el tenor Giulio Crimi. Després d'altres actuacions a Buenos Aires i Montevideo, Damiani emprèn una gira per Brasil actuant a Rio de Janeiro i Sao Paulo. L'èxit obtingut el porta a debutar a Itàlia en el paper secundari de Carlo Gerardo a Andrea Chenier. A partir d'aquest moment, la carrera de Damiani transcorre sempre en els rols principals de les obres que interpreta.
Va debutar el 1924 al Teatro Colón de Buenos Aires, on va tornar a actuar en 23 temporades, entre els anys 1929 i 1956. Damiani també va cantar al Gran Teatre del Liceu de Barcelona el 1925. Entre 1927 i 1929 actua a La Scala de Milà, sota la direcció d'Arturo Toscanini, fet que representa un punt àlgid en la seva carrera. Entre 1931 i 1932 actua a l'Òpera de Boston i a l'Òpera de Chicago.
Damiani va cantar oficialment per última vegada el 27 d'agost de 1961 a l'òpera Un ballo in maschera amb la soprano Raquel Adonaylo i el tenor Luis Giammarchi. El 28 de gener de 1962, convidat per Alberto Gallinal a Cerro Colorado, Damiani interpreta l'ària Nemico della patria i mor mentre sonen els aplaudiments.